# Дигях (Апшеронский район)
Дигях (азерб. Digah) — посёлок в Дигяхском административно-территориальном округе Апшеронского района Азербайджана.

## Этимология
Название села происходит от татских слов ди (село) и гах (место).

## История
Село Дигях в 1913 году согласно административно-территориальному делению Бакинской губернии относилось к Дигяскому сельскому обществу Бакинского уезда.
В 1926 году согласно административно-территориальному делению Азербайджанской ССР село относилось к Бакинскому уезду.
После реформы административного деления и упразднения уездов в 1929 году населённый пункт передан Бакинскому городскому совету Азербайджанской ССР. 26 февраля 1936 года селу Дыгя присвоен статус посёлка.
Согласно административному делению 1961 года посёлок Дигях входил в Дигяхский поселковый совет Кировского района Бакинского городского совета Азербайджанской ССР.
4 января 1963 года посёлок передан в состав новообразованного Апшеронского района. Согласно административному делению 1977 года посёлок Дигях входил в Дигяхский поселковый совет Апшеронского района.
В 1999 году в Азербайджане была проведена административная реформа и внутри Дигяхского административно-территориального округа был учрежден Дигяхский муниципалитет Апшеронского района.

## География
Посёлок располагается в 14 км от райцентра Хырдалан и в 17 км от Баку. Ближайшая железнодорожная станция — Бинагади. Находится на высоте 32 метров над уровнем моря.

## Население
| Численность населения | Численность населения | Численность населения | Численность населения | Численность населения | Численность населения | Численность населения | Численность населения |
| 1886                  | 1939                  | 1959                  | 1970                  | 1979                  | 1989                  | 1999                  | 2009                  |
| --------------------- | --------------------- | --------------------- | --------------------- | --------------------- | --------------------- | --------------------- | --------------------- |
| 894                   | ↗1248                 | ↗1306                 | ↗1659                 | ↗2010                 | ↗2996                 | ↘2895                 | ↗4539                 |

В 1886 году в селе жило 894 человека, все — таты, по вероисповеданию — мусульмане-шииты.
Население преимущественно занято в промышленности.

## Климат
| Показатель                                           | Янв. | Фев. | Март | Апр. | Май  | Июнь | Июль | Авг. | Сен. | Окт. | Нояб. | Дек. | Год  |
| ---------------------------------------------------- | ---- | ---- | ---- | ---- | ---- | ---- | ---- | ---- | ---- | ---- | ----- | ---- | ---- |
| Средний суточный максимум, °C                        | 6,5  | 6,0  | 9,5  | 16,6 | 22,1 | 27,1 | 30,2 | 30,1 | 25,7 | 19,3 | 15,8  | 9,2  | 19,5 |
| Средняя температура, °C                              | 3,9  | 3,5  | 6,4  | 12,5 | 17,8 | 22,8 | 25,9 | 25,9 | 22,0 | 15,9 | 13,0  | 6,5  | 14,7 |
| Средний суточный минимум, °C                         | 1,4  | 1    | 3,4  | 8,4  | 13,6 | 18,6 | 21,6 | 21,8 | 18,3 | 12,5 | 10,2  | 3,8  | 9,9  |
| Норма осадков, мм                                    | 24   | 20   | 24   | 39   | 34   | 29   | 14   | 13   | 21   | 33   | 32    | 25   | 308  |
| Источник: http://en.climate-data.org/location/850764 |      |      |      |      |      |      |      |      |      |      |       |      |      |

Среднегодовая температура воздуха в посёлке составляет +14,7 °C. В посёлке полупустынный климат.

## Инфраструктура
В советское время в посёлке располагались виноградарский совхоз, средняя школа, школа рабочей молодежи, библиотека, дом культуры, кинотеатр, детский сад, ясли, медицинский пункт.
В посёлке расположены почтовое отделение, средняя школа, детский ясли-сад, клуб, библиотека, врачебный пункт.
В посёлке находятся средневековое кладбище, две мечети XVII-XIX веков, памятник погибшим в Второй мировой войне соотечественникам.